# Zaolzie
Zaolzie [zaolže] je polský název (v překladu do češtiny Záolží tj. území za řekou Olší/Olzou) východního dílu české části Těšínska, kde žije autochtonní polská národnostní menšina. Název je polonocentrický (označuje oblast z pohledu polské části Těšínska, tj. na levém břehu řeky Olše) a ne zcela přesný (malá část oblasti se nachází i na pravém břehu řeky Olše, např. větší část města Karviná).

## Etymologie
Český výraz Záolší je odvozen od českého názvu řeky Olše a je logicky používán českými novináři a historiky. Ti píšou o dějinách Záolší ve snaze odstranit negativní konotace tohoto termínu. Nechtějí situaci komplikovat lingvisticky nelogickým označením území.
Některé prameny uvádějí, že název řeky Olše, od kterého je odvozen výraz Záolší, byl administrativně změněn v roce 1960. Část obyvatel je pro navrácení jména Olza.V případě navrácení jména by byl termín Záolší nesprávný.

## Historie
Po roce 1920, ve kterém došlo rozhodnutím arbitráže ve Spa k rozdělení Těšínska mezi Československo a Polsko, zůstala v československé části Těšínska silná polská menšina. I když toto území nemohlo být geograficky vymezeno, byla na polské straně potřeba toto území nějak slovně označit. termín "český zábor" byl příliš konfrontační, termín "České Slezsko" nepřesný.
Autor srozumitelného termínu Zaolzie byl Paweł Hulka-Laskowski, překladatel Haška, Čapka a Němcové do polštiny, když ve třicátých letech dvacátého století psal o Polácích za Olzou.
Po uzavření Mnichovské dohody v roce 1938 Polsko na základě ultimáta Zaolzie vojensky obsadilo a anektovalo. De iure se jednalo z tehdejšího pohledu o anexi, nicméně de facto šlo spíše o okupaci.
Po porážce Polska Německem na počátku druhé světové války se toto území stalo součástí německého okresu Katovice (Regierungsbezirk Kattowitz) v rámci Velkoněmecké říše. V prosinci 1941 bylo obyvatelstvo vyzváno, aby podávalo žádosti o zapsání do Volkslisty (Volksliste). Nositelé 1. a 2. stupně Volkslisty nabyli k 26. říjnu 1939 státní občanství Velkoněmecké říše a museli nastoupit do německých ozbrojených sil. Do těchto oddělení Volkslisty byli zařazení etničtí Němci a tzv. Šlonzáci. Do 3. stupně byli zařazeni obyvatele určeni na převýchovu, ale i ti byli zařazovaní do tzv. pomocných sil branné moci. Šlonzáci byli často posíláni do Francie a na západní frontu kvůli obavám z dezerce. České a zejména polské obyvatelstvo bylo německou státní správou perzekvováno.
Po roce 1945 se hranice vrátila do předmnichovských časů a v roce 1958 se Polsko svých územních nároků na Zaolzie s konečnou platností vzdalo.

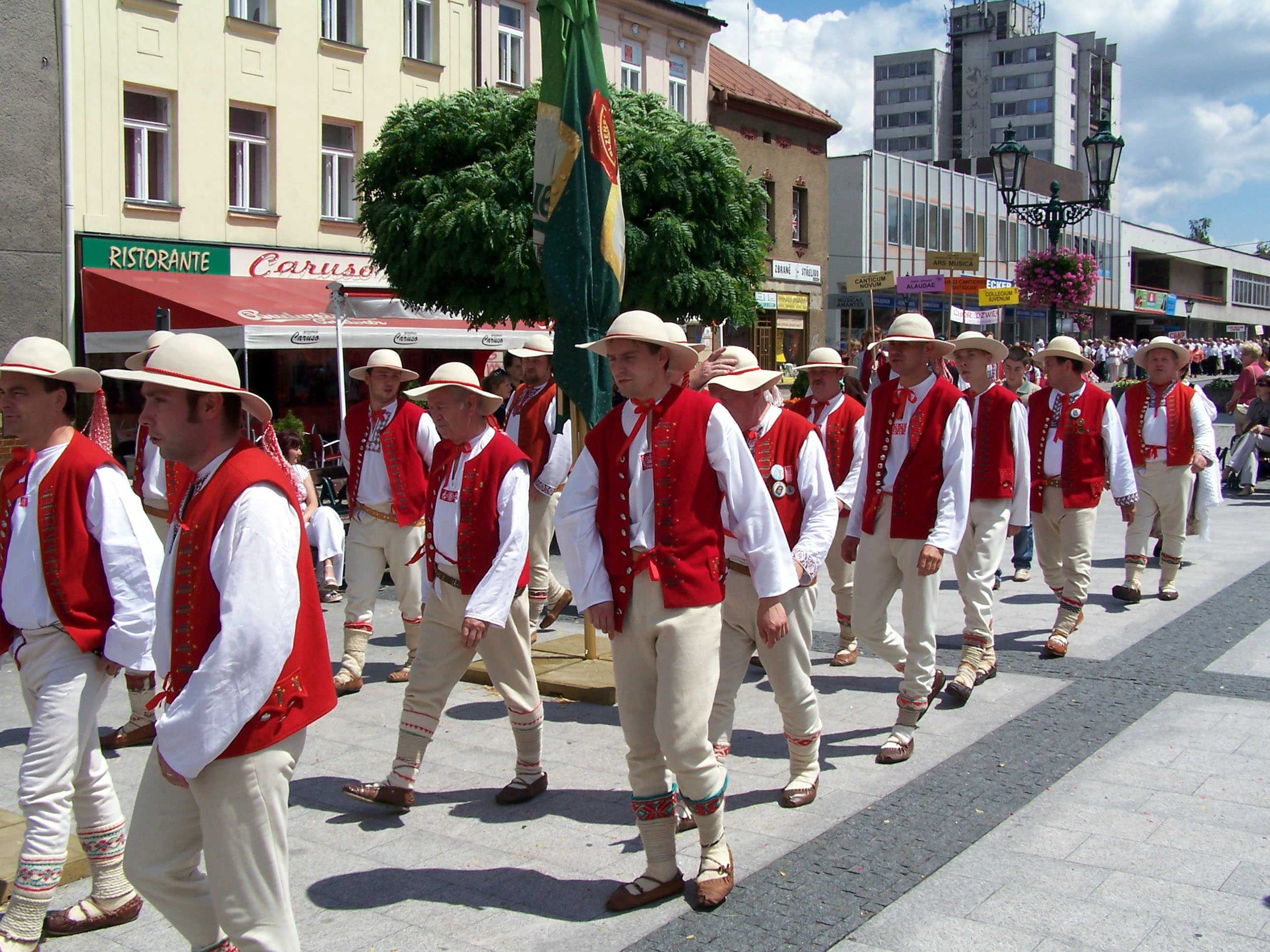
Mužský chór Goralů z Jablunkova hlásících se k polské národnosti na festivalu PZKO v Karviné v roce 2007

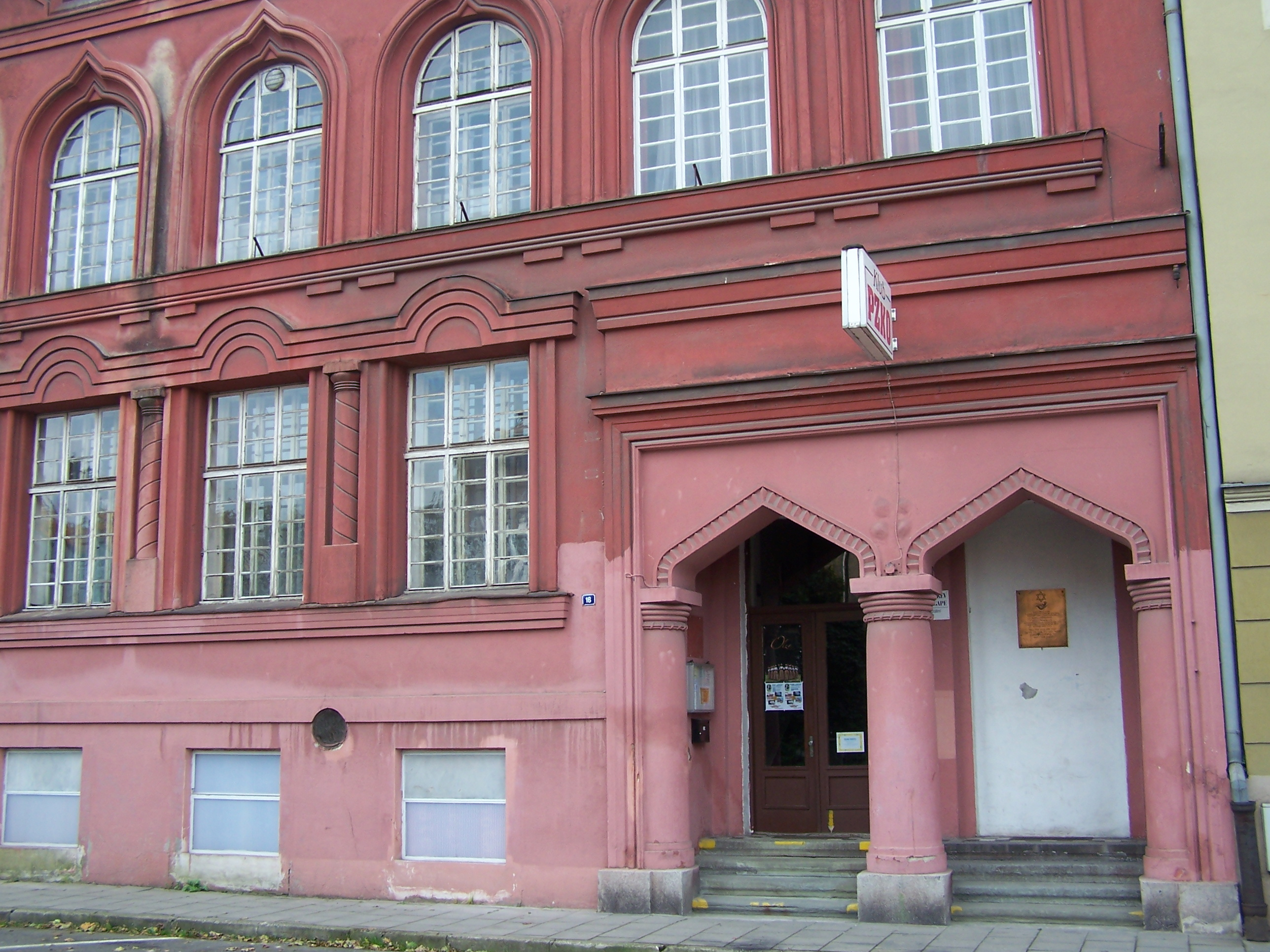
Sídlo místního klubu PZKO v Českém Těšíně v bývalé synagoze

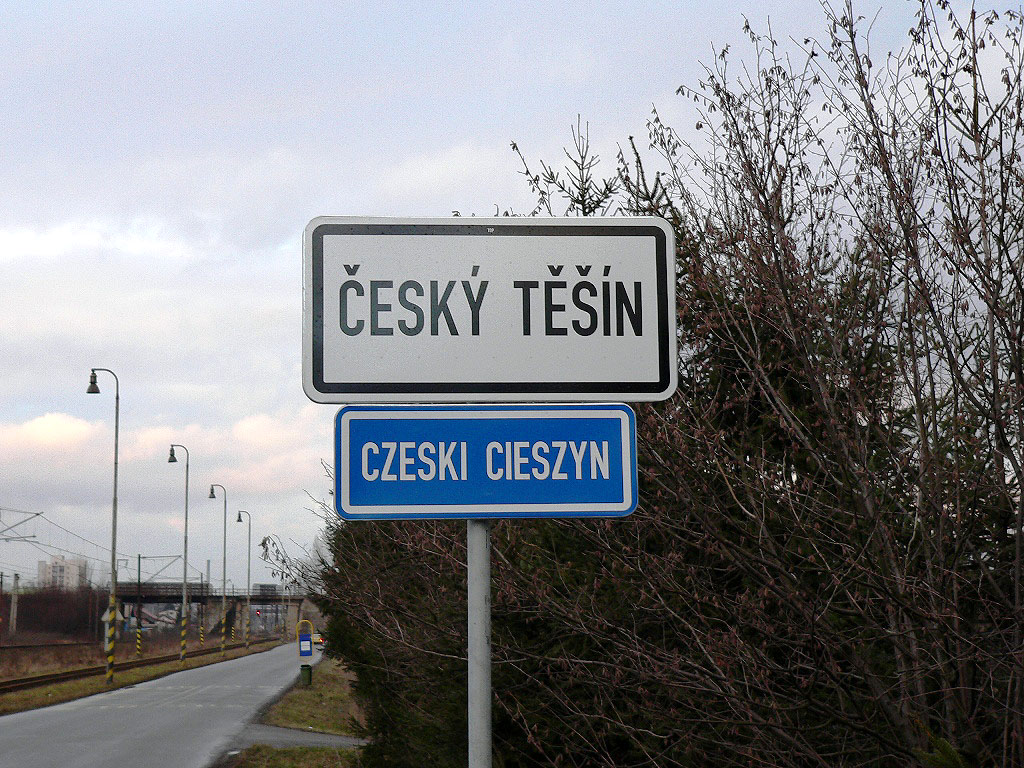
Česká a polská tabule při vjezdu do Českého Těšína

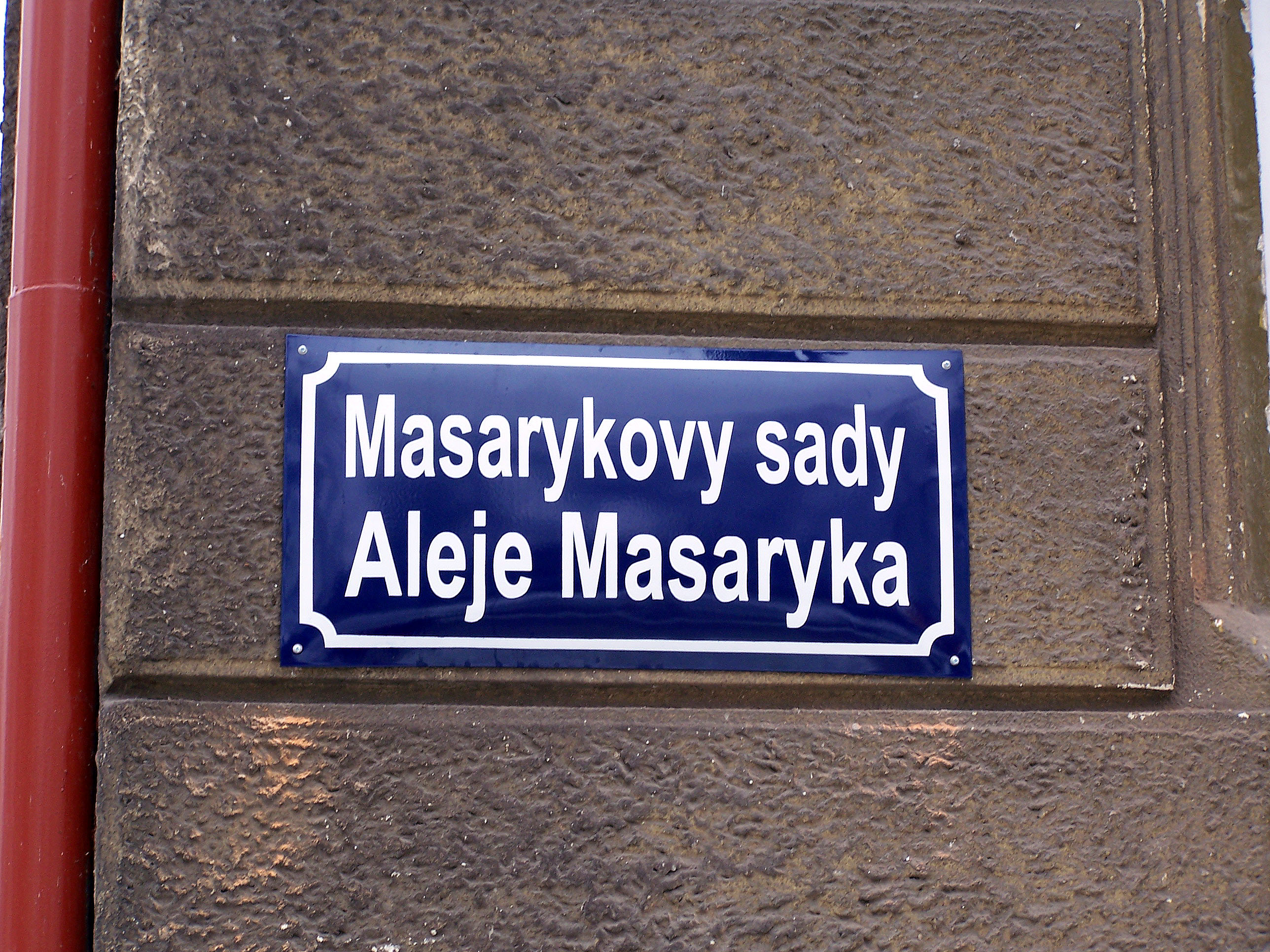
Dvojjazyčné česko-polské názvy ulic v Českém Těšíně

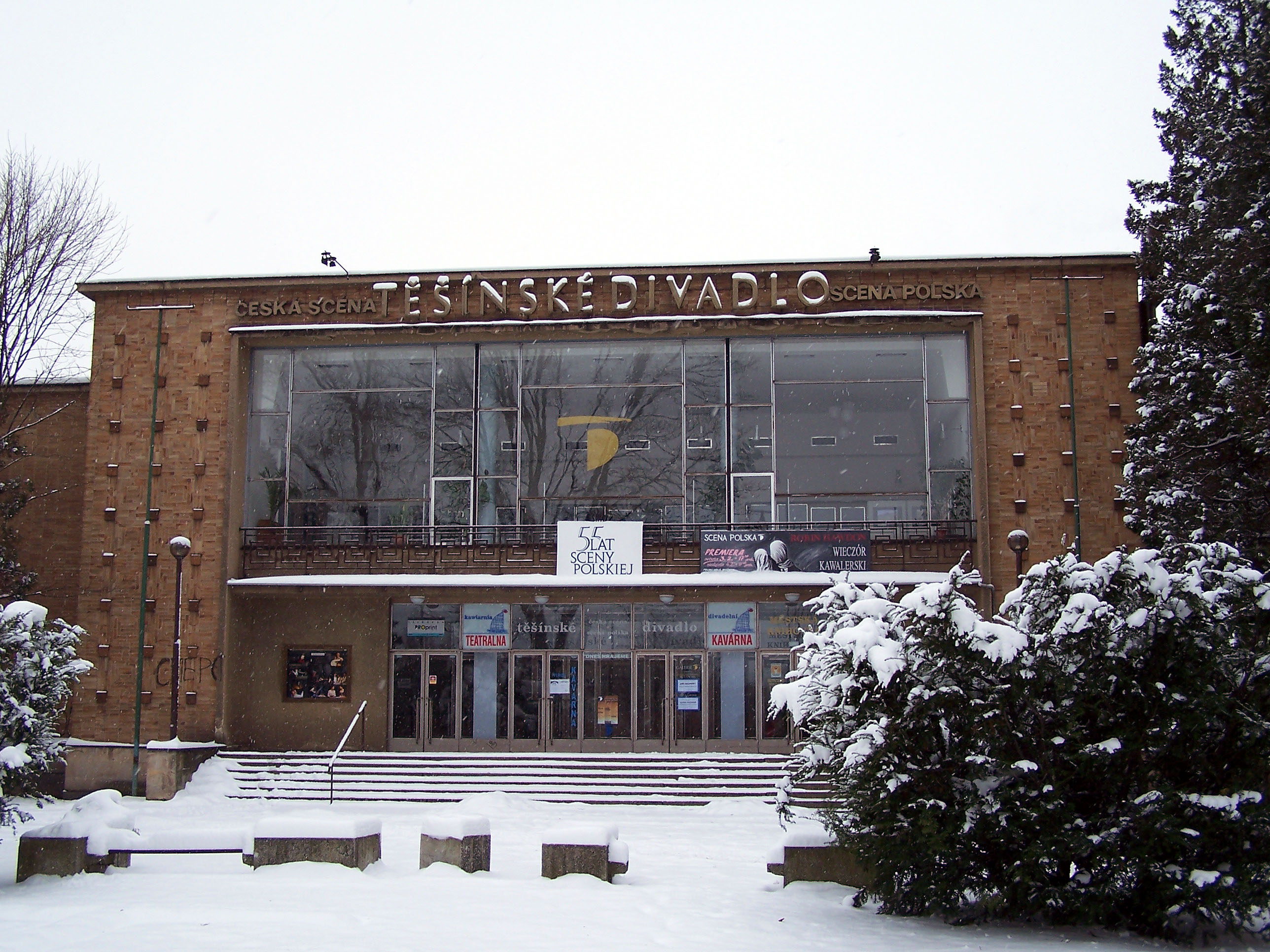
Divadlo v Českém Těšíně s českou a polskou scénou

## Současnost
Zaolzie je centrem polské národnostní menšiny v Česku – žije zde většina příslušníků této menšiny a má zde (v Českém Těšíně) sídlo i Kongres Poláků v České republice a Polský kulturně-osvětový svaz v České republice, hlavní organizace této národnostní menšiny.
Tabulka níže uvádí všechny obce, kde podle výsledků sčítání lidu v roce 2001 tvořili Poláci více než 10 % obyvatel, a výsledky sčítání lidu v roce 2011 tamtéž. Všechny uvedené obce leží v české části Těšínska a v roce 2011 v nich žilo dohromady 19 054 Poláků:
| Obec český název    | polský název            | podíl Poláků na obyvatelstvu v r. 2001 | podíl Poláků na obyvatelstvu v r. 2011 | Poznámka |
| ------------------- | ----------------------- | -------------------------------------- | -------------------------------------- | -------- |
| Albrechtice         | Olbrachcice             | 23,5 %                                 | 17,6 %                                 |          |
| Bocanovice          | Boconowice              | 30,9 %                                 | 27,9 %                                 |          |
| Bukovec             | Bukowiec                | 33,6 %                                 | 25,4 %                                 |          |
| Bystřice            | Bystrzyca               | 29,7 %                                 | 24,1 %                                 |          |
| Český Těšín         | Czeski Cieszyn          | 16,1 %                                 | 13,7 %                                 |          |
| Dolní Lomná         | Łomna Dolna             | 31,0 %                                 | 22,4 %                                 |          |
| Hnojník             | Gnojnik                 | 11,5 %                                 | 10,9 %                                 |          |
| Horní Lomná         | Łomna Górna             | 28,5 %                                 | 19,3 %                                 |          |
| Horní Suchá         | Sucha Górna             | 23,2 %                                 | 17,1 %                                 |          |
| Hrádek              | Gródek                  | 42,8 %                                 | 31,3 %                                 | [ p 3 ]  |
| Chotěbuz            | Kocobędz                | 21,3 %                                 | 15,9 %                                 |          |
| Jablunkov           | Jabłonków               | 23,0 %                                 | 15,7 %                                 |          |
| Komorní Lhotka      | Ligotka Kameralna       | 21,5 %                                 | 14,9 %                                 | [ p 4 ]  |
| Košařiska           | Koszarzyska             | 38,7 %                                 | 27,1 %                                 |          |
| Milíkov             | Milików                 | 41,0 %                                 | 30,4 %                                 |          |
| Mosty u Jablunkova  | Mosty koło Jabłonkowa   | 18,3 %                                 | 14,6 %                                 |          |
| Návsí               | Nawsie                  | 24,0 %                                 | 19,1 %                                 | [ p 4 ]  |
| Nýdek               | Nydek                   | 26,6 %                                 | 19,0 %                                 |          |
| Petrovice u Karviné | Piotrowice koło Karwiny | 16,2 %                                 | 12,8 %                                 |          |
| Písečná             | Pioseczna               | 26,8 %                                 | 18,6 %                                 | [ p 4 ]  |
| Písek               | Piosek                  | 21,0 %                                 | 16,4 %                                 |          |
| Ropice              | Ropica                  | 28,9 %                                 | 24,2 %                                 |          |
| Řeka                | Rzeka                   | 21,5 %                                 | 13,9 %                                 |          |
| Smilovice           | Śmiłowice               | 26,4 %                                 | 21,7 %                                 |          |
| Stonava             | Stonawa                 | 25,8 %                                 | 19,4 %                                 |          |
| Střítež             | Trzycież                | 18,8 %                                 | 13,0 %                                 | [ p 4 ]  |
| Těrlicko            | Cierlicko               | 12,9 %                                 | 9,7 %                                  |          |
| Třanovice           | Trzanowice              | 21,2 %                                 | 16,7 %                                 |          |
| Třinec              | Trzyniec                | 17,7 %                                 | 13,4 %                                 |          |
| Vendryně            | Wędrynia                | 35,3 %                                 | 26,1 %                                 |          |
| Vělopolí            | Wielopole               | 19,0 %                                 | 13,2 %                                 |          |